# Kim Un-chol
Kim Un-chol (ur. 23 września 1979) – północnokoreański bokser, brązowy medalista letnich igrzysk olimpijskich w Sydney w kategorii papierowej.
Na turnieju olimpijskim pokonał w pierwszej rundzie Sebusiso Keketsi z Lesotho (RSC 4). W kolejnych rundach pokonał kolejno Pála Lakatosa (20–8) i Ivanasa Stapovičiusa (22–10), a w półfinale przegrał z późniejszym srebrnym medalistą, Rafaelem Lozano.